# Sālih ibn Tarīf
Sālih ibn Tarīf (arabisch صالح بن طريف, DMG Ṣāliḥ b. Ṭarīf) war der zweite König der Bargawata Berber. Er rief sich selbst als Prophet einer neuen Religion aus. Sein Auftreten geschah zur Zeit des Kalifats von Hischām ibn ʿAbd al-Malik (744 n. Chr.). Sein ursprünglicher Berbername ist unbekannt.
Nach dem Bericht von Ibn Chaldun behauptete Salih, eine neue Offenbarung von Gott bekommen zu haben. Er hatte ein Buch mit 80 Kapiteln verfasst, die teilweise nach Propheten wie Adam, Noah benannt waren, aber auch gemischte Bezeichnungen wie "Ente", "Kamel", "Elephant", "Harut und Marut", "Iblis" und "Kapitel der Wunder der Welt"; Diese Kapitel wurden während der Gebetsversammlungen verlesen. Er schuf auch Gesetze für seine Anhänger und wurde "Ṣāliḥ al-Mu'minin" (Erneuerer der Gläubigen) genannt. Die Offenbarungen waren in Berbersprache verfasst und wurden "Koran" genannt.
Es wird auch berichtet, dass er sich als den letzten Mahdi ausgab, und dass Isa (Jesus) sein Gefährte sein würde und nach ihm beten würde. Er verkündete auch, dass er auf Arabisch Ṣāliḥ, auf Syrisch Mālik, in ʿAdscham ʻālim, in Hebräisch Rūbyā und in Berber Werba genannt werden sollte.
Im Alter von 47 Jahren zog er aus seinem Königreich nach Osten und versprach während der Herrschaft des siebten Königs wiederzukommen. Er befahl seinem Sohn Ilyās die Umayyaden von al-Andalus zu unterstützen und nach außen den Islam zu bekennen, aber die wahre Religion erst zu offenbaren wenn er mächtig genug geworden sei, was unter seinem enkel Yūnus erfolgte.
Andere Quellen sagen, dass Ṣāliḥ ibn Tarīf sich als Nachfolger von Mohammed sah, 10 Ṣahāba (Begleiter) und viele Frauen gehabt habe und dass er behauptete, mit den Toten zu sprechen und Kranke heilen zu können.
Im Unterschied zum Islam gab es die todesstrafe für Diebstahl, keine Begrenzung für die Anzahl von Ehefrauen, unbegrenzte Möglichkeiten zur Scheidung, und Fasten im Monat Rajab (7. Monat des Mondkalenders), sowie zehn verpflichtende Gebete täglich und Unterschiede in den Abläufen der Waschungen und Gebete, sowie außerdem das Verbot der Heirat unter Cousins. Die Lehren werden in arabischen Quellen oft zitiert, so bei Ibn Hazm, Ibn Chaldūn.
In der Islamischen Literatur wird seine Sekte als Häresie eingestuft. Politisch gesehen handelte es sich möglicherweise um den Versuch, Unabhängigkeit von den Umayyaden zu erreichen (nach Art der älteren Charidschiten und Donatisten).
Einige Berber-Aktivisten betrachten ihn heute als Nationalheld. Seine Religion wurde im 11. Jahrhundert von den Almoraviden ausgelöscht.